# Auguste Wolff
Auguste Wolff (Parigi, 3 maggio 1821 – 9 febbraio 1887) è stato un compositore e pianista francese.

## Biografia
Auguste Wolff fu socio di Camille Pleyel, nella fabbrica di pianoforti Pleyel, dal 1853. Anche lui nato in una famiglia di musicisti, fu un compositore talentuoso. Wolff sarà un costruttore di pianoforti d'eccezione e contribuirà notevolmente allo sviluppo della fabbrica con notevoli innovazioni nel perfezionamento dello strumento. I pianoforti Pleyel divennero presto noti per la loro sonorità ed eleganza.
Nel 1865, Wolff creò sul boulevard Ornano, à Saint-Denis, una grande fabbrica di 55.000 m² equipaggiata con macchine a vapore, più di cento macchine utensili, canalizzazioni per il riscaldamento, di aria compressa e di vapore, realizzando 2.500 pianoforti l'anno nel 1887.